# Carlos N. Hathcock
Carlos Norman Hathcock II. (20. května 1942 Little Rock, Arkansas – 22. února 1999 Virginia Beach, Virginie) byl nejúspěšnější odstřelovač vietnamského konfliktu. Jeho úspěchy čítají 93 potvrzených zabití a údajně až 300 nepotvrzených zabití příslušníků Vietkongu a Severovietnamské armády. Vietnamci byl nazýván Long Trang – Bílé pírko, anglicky white feather. Tato přezdívka mu byla dána podle bílého pírka, které skutečně nosil za svým maskovacím kloboukem.

## Život
Narodil se 20. května 1942 v Little Rock v Arkansasu, jeho rodiče se však krátce poté rozvedli a Carlos vyrostl u babičky na farmě poblíž Little Rocku. Od deseti let pravidelně lovil a svými úlovky přispíval do kuchyně. Malorážkou údajně dokázal trefit do hlavy běžící veverku. Po skončení školy dne 20. května 1959 si ve věku teprve 17 let splnil sen a vstoupil do Námořní pěchoty Spojených států amerických.

### Před válkou ve Vietnamu
Jeho výjimečné střelecké schopnosti se projevily už při nástupním kurzu v Camp Pendleton. Přiřazen byl k rotě E druhého praporu 4. pluku námořní pěchoty. Jako její příslušník vyhrál pacifický střelecký šampionát námořní pěchoty. Od roku 1962 při službě na základně Cherry Point pokračoval ve sportovní střelbě s puškou Winchester Model 70 ráže .300 Winchester Magnum (.300 WinMag) vybavenou puškohledem Unertl. Mimo jiné se mu povedlo na závodech ustanovit dosud[kdy?] nepřekonaný rekord 248 bodů z 250 možných. V roce 1965, 12 měsíců před odjezdem do Vietnamu, vyhrál prestižní Wimbledonský pohár v Camp Perry.

### Válka ve Vietnamu
Teprve ve Vietnamu se Hathcock jako seržant USMC poprvé přihlásil do kurzu pro odstřelovače, protože navzdory vynikajícím výsledkům během bojů v Tichomoří se od konce druhé světové války odstřelovačská odbornost necvičila. Teprve po prvním zabití byl zařazen do služby jako regulérní odstřelovač, v této funkci absolvoval dva 18měsíční turnusy. V okolí kóty 55 poblíž Danangu se brzy stal postrachem nepřátel, kteří na jeho hlavu vypsali odměnu 30 000 amerických dolarů. Odměna na hlavu běžného amerického odstřelovače činila přibližně 8 dolarů.
Příklad úspěchů:
- S desátníkem Johnem Burkem za 5 dní zničení roty pravidelné severovietnamské armády. Odstřelovači uvěznili nepřátele v zákopech, a pokud někdo z Vietnamců vystrčil hlavu, byl zastřelen.
- V roce 1967 překonání nejvyšší vzdálenosti odstřelu – přibližně 2500 yardů. Použit byl kulomet M2 Browning s nábojem .50 Browning (12,7 × 99 mm), upravený na střelbu jednotlivými výstřely a vybavený optikou. Toto byl pravděpodobně jeden z podnětů, které vedly k vývoji tzv. protimateriálových pušek, například samonabíjecí Barrett M82, či opakovací McMillan TAC-50, obě ráže .50 Browning. Rekord byl překonán v březnu 2002 v Afghánistánu.

Standardní zbraní Carlose Hathcocka byla opakovací puška Winchester Model 70 ráže .30-06 Springfield.
Jeho působení ve Vietnamu bylo ukončeno, když jako řidič vozidla LVT-5 najel 16. září 1969 u města Khe Sanh na minu. Původně vyvázl bez zranění, ale než z hořícího vozidla postupně vytáhl sedm vojáků, utrpěl popáleniny na 90 procentech těla, z toho na 40 procentech popáleniny 3. stupně. Byl evakuován do Texasu, kde se dlouho léčil se zranění a prodělal 13 transplantací kůže.

### Po nasazení ve Vietnamu
Za záchranu vojáků odmítl přijmout vyznamenání Stříbrnou hvězdu, protože prý jen plnil svou povinnost. Jako novou práci měl pomoci s budováním školy pro pátrací a odstřelovačské instruktory USMC v Quanticu ve Virginii. V roce 1975 se jeho zdraví začalo rychle horšit a z důvodů postupu roztroušené sklerózy byl v roce 1979 uznán služby neschopným. Zemřel dne 22. února 1999. Pohřben byl dne 26. února 1999 na hřbitově Woodlawn Memorial Gardens v Norfolku.

## Citáty
- Pro odstřelovače je nejdůležitější bezvýhradná, kompletní absolutní koncentrace – především na své vybavení, potom na okolí, v němž má nějaký význam i sebemenší vánek a každý lístek na stromě, a konečně na svou kořist.

- Heslo "One shot, one kill" – jeden výstřel, jeden mrtvý